# Інкваєрі

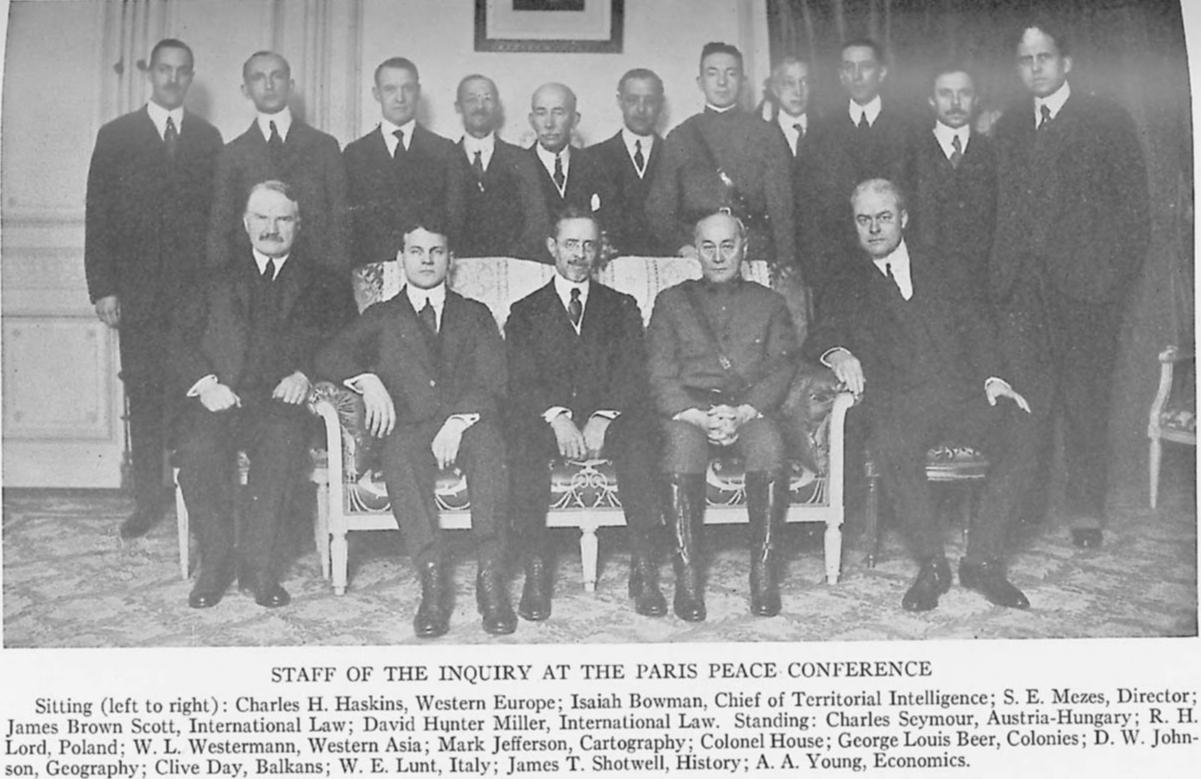
Члени «Інкваєрі» на Паризькій конференції

Інкваєрі (англ. The Inquiry) — в перекладі з англійської означає «дослідження», «розслідування») — дослідницька група, створена у вересні 1917 року американським президентом Вудро Вільсоном. Основним завданням «Інкваєрі» була підготовка матеріалів для майбутніх мирних переговорів після закінчення війни (Першої світової війни). «Ікваєрі» була цілком самостійною організацією, відокремленою від інших структур державного апарату. Основним завданням цієї організації було зосередження на питаннях, які могли постати на мирній конференції. У деяких випадках Вільсон просив порад та інформації стосовно інших питань.
Група складалася з 126 (жовтень 1918 р.) науковців. Фактично групу очолював Едвард Хаус (відомий також як Полковник Хаус). На посаду директора призначено Сіднея Мезеса(Sidney Mezes), а секретарем групи був — Волтер Ліпман.
Штаб-квартира «Інкваєрі» розміщувалася у Нью-Йорку. Члени групи користувалися засобами (бібліотека, архіви, карти) Американського географічного товариства (American Geographical Society), директором якого доктор Ісая Бовмен(Isaiah Bowman), один з основних спеціалістів «Інкваєрі».
Члени «Ікваєрі» взяли участь у Паризькій мирній конференції, куди вирушили у січні 1919 року разом з Вудро Вільсоном. Для цього дослідницьку групу було перейменовано на «Американська комісія для мирних переговорів» (American Commission to Negotiate Peace).
Згодом, частина членів «Інкваєрі» організували «Раду з міжнародних відносин».

## Члени «Ікваєрі»
- Сідні Мезес (зять Едварда Хауза) директор «Інкваєрі».
- Волтер Ліппман — інформаційне забезпечення, преса, секретар групи.
- Джеймс Шотвел займався кадровими питаннями. Один з перших членів групи, власне її організатор (технічно).
- Розв'язанням задач в області міжнародного права займався Девід Хантер Міллер.
- Питаннями Східної Європи займався проф. Арчибальд Кулідж, спеціаліст з історії цього регіону та європейської дипломатії.
- Картографічними роботами керував Ісая Бовман, директор Американського географічного товариства.
- Проблемами колоніальної політики та англо-американських відносин займався Джордж Льюїс Бір.
- Проф. Аллін Янг відповідав за дослідження економічних проблем.
- Спеціалістом з Франції та її кордонів став проф. Чарльз Хаскінс; аналогічним аспектом польського питання займався проф. Р. Лорд.
- Дослідженням проблем Балкан та Австро-Угорщини займались проф. Клайв Дей та проф. Чарльз Сеймур відповідно.
- Питання Туреччини, Близького Сходу та італійських територіальних претензій досліджували проф. Дана Мунро, проф. В. Вестерманн і проф. Дуглас Джонсон.
- Дослідженням проблем Далекого Сходу займався проф. Стенлі Хорнхек.
- Джеймс Брайн Скотт сконцентрувався на правових аспектах міжнародних відносин.